# Julius Koch
Julius Koch (Reutlingen, 1872 – Mons, 30 marzo 1902) è stata una delle 16 persone a superare i 244 cm (8 piedi).

## Biografia
Julius Koch era affetto da gigantismo. La sua altezza era di 246 cm. Non è mai stato l'uomo più alto vivente perché la sua vita coincideva con quella di John Rogan (la seconda persona più alta mai registrata). Julius Koch aveva i femori più lunghi mai registrati (76 cm) e le sue mani erano lunghe 37,5 cm. Koch è morto a Mons, in Belgio, il 30 marzo 1902. Il suo scheletro è conservato nel Museo di Storia Naturale di Mons. Koch è stato il protagonista del film Constantin The Giant, uscito nel 1902.